# 改暦弁

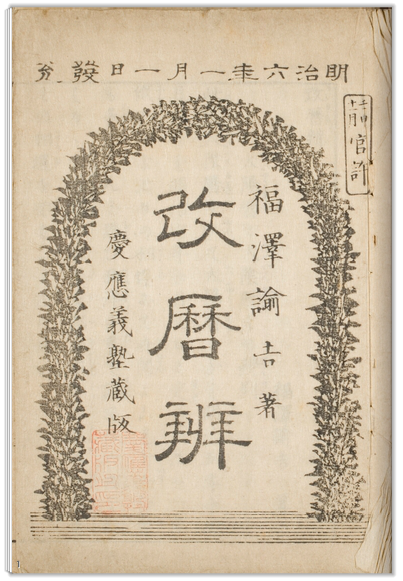
『改暦弁』初版

『改暦弁』（かいれきべん、改曆辧、改曆辨）は、福澤諭吉が1873年（明治6年）に発行した書籍である。出版者は慶應義塾蔵版、出版地は東京。

## 概要
明治5年11月9日（1872年12月9日）、明治政府は、来る明治5年12月3日をもって明治6年1月1日（1873年1月1日）とする新たな暦（グレゴリオ暦をもとにした新暦）の施行を定める太政官布告「太陰暦ヲ廃シ太陽暦ヲ頒行ス」（明治5年太政官布告第337号）を公布した。
旧暦から新暦に改まるに際し、政府は一片の法令を出しただけで、この大改革の理由を国民に納得せしめるの注意を怠っているのを見て、思想家であり教育者である福澤諭吉は傍より歯がゆく思い、風邪臥床中、床の上でおよそ6時間ばかりで改暦を易しく解説する『改暦弁』を脱稿した。これを出版したところ、おびただしい発行部数を示し、著者自身も驚いたとの次第が記してある。また、浜松県令・林厚徳のように、同書を500部取り寄せ、県下各村へ配布する者もあった。『福澤全集緒言』の「改暦弁」の項には以下のように記してある：
明治五年十一月九日改暦の発令あり。その時の公文、左の如し。今般改暦之儀、別紙の通被仰出候、条此旨相達候事

（別紙詔書）

朕惟うに我邦通行の暦たる太陰の朔望を以て月を立て太陽の躔度に合す。故に二、三年間必ず閏月を置かざるを得ず。置閏の前後時に季候の早晩あり、終に推歩の差を生ずるに至る。殊に中下段に掲ぐる所の如きは率ね妄誕無稽に属し人知の開達を防ぐるもの少しとせず。蓋し太陽暦は太陽の躔度に従て月を立つ。日子多少の異ありと雖も、季候早晩の変なく、四歳毎に一日の閏を置き七千年の後、僅に一日の差を生ずるに過ぎず。之を太陰暦に比すれば最も精密にして、その便不便も固より論を俟たざるなり。依て自今旧暦を廃し太陽暦を用い、天下永世之を遵行せしめん。百官有司其れ斯旨を体せよ

明治五年壬申十一月九日
一　今般太陰暦を廃し太陽暦御頒行相成候に付、来る十二月三日を以て明治六年一月一日と被定候事
但新暦鏤版出来次第頒布候事
一　一箇年三百六十五日十二月に分ち、四年毎に一日の閏を置候事
一　時刻の儀、是迄昼夜長短に随い十二時に相分ち候処、今後改て時辰儀時刻、昼夜平分二十四時に定め、子刻より午刻迄を十二時に分ち午前幾時と称し、午刻より子刻迄を十二時に分ち午後幾時と称候事
一　時鐘の儀、来る一月一日より右時刻に可改事
但是迄時辰儀時刻を何字と唱来候処、以後何時と可称事
一　諸祭典等、旧暦月日〔を〕新暦月日に相当し施行可致事
太陽暦　一年三百六十五日、閏年三百六十六日（四年毎に置之）
一月大　三十一日　其一日　即旧暦壬申　十二月三日
二月小　二十八日（閏年二十九日）其一日　同癸酉正月四日
（三月以下略す）
（別に時刻表あり。二時は丑の刻とか四時は寅の刻とか記したるものなり）。
　以上の公文を見れば古来の大〔太〕陰暦を廃し太陽暦に改むることにして甚だ妙なり。吾々の本願は唯旧を棄てゝ新に就かんとするの一事のみなれば、何は扨置き先ず大賛成を表したりと雖も、抑も一国の暦日を変するが如きは無上の大事件にして、之を断行するには国民一般にその理由を知らしめて丁寧反覆、新旧両暦の相異なる由縁を説き、双方得失の在る所を示して心の底より合点せしむこそ大切なれ。欧羅巴の耶蘇教陽暦国にて、露国の暦は他に異なること僅かに十二日なれども、古来の慣行にて今日尚お之を改むるを得ず。然るに日本に於ては陰陽暦を一時に変化して凡そ一箇月の劇変を断行しながら、政府の布告文を見れば簡単至極にしてその詳なるを知るに由なし、畢竟官辺にその注意なくして且つは筆執る人の乏しきが為めなりと推察せざるを得ず。左れば民間の私に之を説明して余処ながら新政府の盛事を助けんものをと思付き、怱々書綴りたるは改暦弁なり。その起草は発令の月か翌十二月か、日は忘れたり、少々風邪に犯され床の上にて筆を執り、朝より午後に至るまで凡そ六時間にて脱稿したり。固より木葉同様の小冊子にて何の苦労もなかりしが、扨これを木版にして発売を試みたるに何千何万の際限あることなし。三版も五版も同時に彫刻して製本を書林に渡しさえすれば直に売れ行くその有様は之を見ても面白し。一冊何銭とて高の知れたる定価なれども、塵も積れば山と為るの諺に洩れず、発売後二、三箇月にして何かの序に改暦弁より生じたる純益の金高を調べたるに七百円余に上りたることあり。その時、著者は独り心に笑い、この書を綴りたるは僅に六時間の労なり、六時間の報酬に七百円とは実に驚き入る、学者の身に斯る利益を収領しても宜しかるべきやと、恰も半信半疑に自から感じたるは、旧藩士族根性の然らしむる所にして今尚お之を記憶す。二、三箇月の後も売捌は依然として止まず、利益の全額は千円も千五百円も得たることならん。畢竟余が今日に至るまで何に一つの商売もせず、工業もせず、家富みて余あるには非ざれども、大勢の家族と共に心配なく生活して静に老余を楽しむは、改暦弁のみならず他の著訳書より得たる利益の多かりしが故なり。

## 内容
『改暦弁』の項目立ては以下の通り。
1. 太陽暦と太陰暦との弁別
2. ウ井ークの日の名
3. 一年の月の名
4. 時計の見様